# 3士
3士（さんし; 三等陸・海・空士）とは、自衛隊に存在していた階級の一。2009年（平成21年）6月3日に公布された防衛省設置法及び自衛隊法（平成二十一年六月三日法律第四十四号）に基づき、2010年（平成22年）10月1日付をもって廃止された。

## 概要
2士よりも下位の階級であるが、自衛隊生徒（陸上自衛隊生徒・海上自衛隊生徒及び航空自衛隊生徒）として採用された隊員に対してのみ運用されていた。任命から1年6ヶ月後に2士に昇任する。自衛隊生徒制度はジュネーヴ諸条約第一追加議定書に抵触する疑い、防衛省における政府の総人件費改革などの問題から見直しを迫られ、海上自衛隊及び航空自衛隊では制度そのものを廃止、陸上自衛隊では当初3年間の身分を防衛大学校の学生並びとした。これにより、3自衛隊において3士の階級を運用する必要がなくなったため、廃止されることとなったものである。
3士の英略称はそれぞれ次のとおり。
- 3等陸士: Recruit (RCT)
- 3等海士: Seaman Recruit (SR)
- 3等空士: Airman Basic (AB)

階級章については階級章 (自衛隊)を参照。